# Hagan (Georgia)
Hagan város az USA Georgia államában, Evans megyében. Lakosainak száma 959 fő (2020. április 1.).

## Népesség
A település népességének változása:
| Lakosok száma | 784  | 996  | 959  |
|               | 1910 | 2010 | 2020 |